# ミュンヘン・レジデンツ

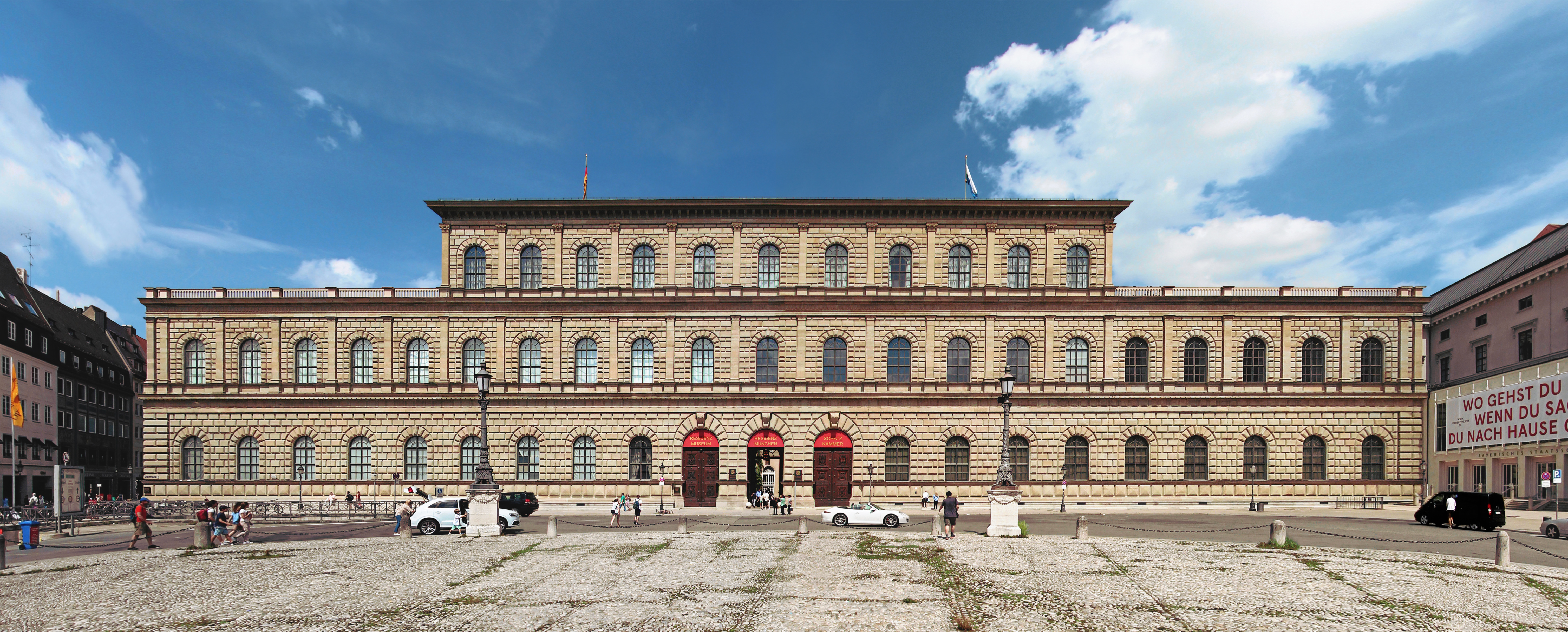
ミュンヘン・レジデンツ、ケーニヒスバウ（Königsbau「王の建設物」）

ミュンヘン・レジデンツ（Münchner Residenz）はミュンヘンの旧市街北部にある、旧バイエルン王国ヴィッテルスバッハ王家の王宮。現在は博物館や劇場として公開されている。
1385年シュテファン3世によって建設が開始され、その後ヴィッテルスバッハ家の宮殿として増改築を繰り返して現在の配置となった。ドイツ革命でバイエルン王国が廃止された後に公開施設となった。第二次世界大戦で損傷を受けたが、戦後修復され現在に至る。
現在の施設としては、レジデンツ博物館（Residenzmuseum）、宝物庫（Schatzkammer）、諸聖人宮廷教会（Allerheiligen-Hofkirche）、キュビリエ劇場（Cuvilliés-theater）、ヘルクレスザール（de:Herkulessaal：バイエルン放送交響楽団の本拠）がある。
また関連施設として、南側にミュンヘン国立劇場（バイエルン国立歌劇場の中心）、北側にホーフガルテン（宮廷庭園）が隣接する。